# Vilho Auvinen
Vilho Auvinen (26 de enero de 1907 – 17 de noviembre de 1946) fue un actor teatral y cinematográfico finlandés.

## Biografía
Su nombre completo era Vilho Johannes Auvinen, y nació en Kuopio, Finlandia.  
Auvinen inició su carrera como actor en el ambiente teatral de Kuopio, trabajando posteriormente en el Kaupunginteatteri de Víborg y en el Kansanteatteri de Helsinki. En su faceta cinematográfica, entre 1936 y 1942 participó en el rodaje de 20 producciones para la gran pantalla.
Fallecido en Kuopio en el año 1946, Auvinen había estado casado entre 1929 y 1944 con la actriz Hellin Auvinen-Salmi, con la cual tuvo un hijo, el actor y director Vili Auvinen. 

## Filmografía
- 1936 : VMV 6
- 1936 : Vaimoke
- 1936 : Pohjalaisia
- 1936 : Mieheke
- 1937 : Lapatossu
- 1937 : Koskenlaskijan morsian
- 1937 : Juurakon Hulda
- 1938 : Ulkosaarelaiset
- 1938 : Tulitikkuja lainaamassa
- 1938 : Sysmäläinen
- 1939 : Vihreä kulta
- 1939 : Rikas tyttö
- 1939 : Isoviha
- 1939 : Avoveteen
- 1940 : Tottisalmen perillinen
- 1940 : Oi, kallis Suomenmaa
- 1940 : Kersantilleko Emma nauroi?
- 1941 : Totinen torvensoittaja
- 1941 : Kulkurin valssi
- 1942 : Onni pyörii